# Oružana pobuna Privatne vojne kompanije Wagner
Oružana pobuna Privatne vojne kompanije Wagner, odnosno „Marš pravice“, oružana je pobuna privatne vojske ruskog oligarha Jevgenija Prigožina protiv struktura države Rusije koja se odvijala tijekom 23. i 24. lipnja 2023. godine. Pobuna je završila kompromisnim rješenjem prema kojem je Wagner odustao od daljnje pobune u zamjenu za amnestiju.

## Kontekst
Privatna vojna kompanija Wagner ili Grupa Wagner, ruska je privatna vojna kompanija koju je osnovao Jevgenij Prigožin. Do 2023. Wagner se u raznim ulogama pojavljivao u državama poput: Sirije, Sudana, Srednjoafričke Republike, Libije i Mozambika, gdje su se istaknuli brutalnostima i raznim zločinima. PVK Wagner de facto djeluje ilegalno unutar Rusije, budući da ruski zakoni formalno zabranjuju postojanje privatnih vojnih kompanija.
Nakon što je Rusija u veljači 2022. godine pokrenula Invaziju na Ukrajinu, a Ruska vojska zbog lošeg vođenja rata na terenu pretrpjela velike gubitke, Wagner je aktivniju ulogu u Ukrajini počeo igrati od jeseni 2022. godine kada se rasplamsalo ratovanje na istoku Ukrajine. Kako bi regrutirao ljude za ratovanje u Ukrajini, Prigožin je obilazio ruske zatvore iz kojih je novačio ljude za PVK Wagner - uz obećanje da će nakon šest mjeseci na bojištu, ukoliko ostanu živi - zatvorenici izboriti slobodu. Oni koji bi pristali na ponudu, najčešće bi završili kao topovsko meso u ruskim "ljudskim valovima" koji su jurišali na ukrajinske položaje u okolici Bahmuta.

### Uzroci i povod pobuni
Dok je Wagner bio angažiran u ratovanju u Ukrajini, Prigožin bi koristeći Telegram kanale komunicirao s javnošću. U svojim porukama počeo se sve više obrušavati na strukture unutar Ministarstva obrane Ruske Federacije, koje je optuživao za nesposobnost, kleptokraciju i loše vođenje rata. Na udaru njegovih izjava, posebno su bili Sergej Šojgu i Valerij Gerasimov, koje je optuživao za namjerno uskraćivanje topničkih granata i ostale municije Wagneru prilikom bojeva, zbog čega su Prigožinovi ljudi trpili gubitke od Ukrajinaca.
Dana 10. lipnja 2023. godine, Ministarstvo obrane Ruske Federacije, izdalo je zapovijed kojom je naloženo da se sve privatne postrojbe uključujući Wagner imaju staviti pod ingerenciju Ministarstva obrane. Time bi se Wagner zapravo trebao podložiti ministru obrane. U petak 23. lipnja 2023. godine, Prigožin je objavio glasovnu poruku u kojoj je doveo u pitanje službeno rusko opravdanje za Rat u Ukrajini, rekavši da on pokrenut radi "samopromocije hrpe gadova". Zatim je u kasnim noćnim satima objavio novu glasovnu poruku u kojoj je optužio rusko Ministarstvo obrane za zračni napad (iako optužbu nije potkrijepio dokazima) na Wagnerov kamp u okupiranim teritorijima Ukrajine. Prema Prigožinu, u napadu je poginulo mnogo njegovih boraca, zbog čega je najavio odmazdu. U svojoj kasnijoj komunikaciji Prigožin je pozvao ruske vojnike da im se ne odupiru, nego pridruže, i naveo je da na raspolaganju ima dvadeset i pet tisuća ljudi.

## Tijek pobune
Tijekom jutra 24. lipnja, Wagnerove kolone ušle su u grad Rostov na Donu, gdje su bez otpora zauzeli važne vojne objekte poput Zapovjedništva ruskog Južnog vojnog okruga. U 7:30 sati, Prigožin je objavio novu poruku u kojoj je rekao da su vojna postrojenja u Rostovu, uključujući zračnu luku pod [njegovom] kontrolom. Također je objavio da su njegove snage ušle u Rostov bez otpora, da su "spremni ići do kraja" i da će uništiti svakoga tko im stane na put. Prema Prigožinu na Wagnerove jedinice vatru je otvarao ruski jurišni helikopter, kojeg su njegovi ljudi oborili. Na internetu je potom osvanuo video iz Zapovjedništva u Rostovu koji prikazuje pregovore između Prigožina i zamjenika ministra obrane Junus Bek-Jevkurova te zamjenika glavnog stožera Južnog vojnog okruga Vladimira Aleksejeva. Na ovoj snimci Prigožin je ponovo tražio sastanak sa Gerasimovom i Šojguom, te rekao da će njegove trupe blokirati grad i krenuti za Moskvu. Ministarstvo obrane tada je ponovo optužio za loše vođenje rata.
Paralelno sa zauzimanjem Rostova, druga Wagnerova kolona opremljena teškim naoružanjem poput: tenkova, oklopnih vozila, PZO oruđa i ostalog krenula je autocestom M-4 "Don" put sjevera, prema Moskvi. Nakon što je kolona stigla do Voronježa (grad na pola puta između Rostova i Moskve), Wagnerovci su se ponovo sukobili sa ruskom jurišnom avijacijom. U sukobima s Wagnerom, rusko je zrakoplovstvo izgubilo šest helikoptera i izvidnički avion.
Oko devet sati ujutro, Putin se obratio Rusima u izvanrednom televizijskom obraćanju. Pobunu je nazvao "nožem u leđa" izazvanom "ambicijama i osobnim interesima", te je događaje usporedio sa 1917. godinom. Također je najavio da će oni koji su odgovorni za pobunu platiti i da će odgovor države biti "brutalan".
Vijesti o Wagnerovu "maršu na Moskvu" upalile su alarm i u ruskoj metropoli. Ruska sigurnosna služba FSB, upala je u Wagnerovu središnjicu u Sankt Peterburgu. Prema neprovjerenim informacijama iz ruskih medija, FSB je iz vozila u blizini Wagnerove središnjice zaplijenio 4 milijuna Rublji zapakiranih u kartonske kutije, kao i američke Dolare, pištolje, zlatne poluge te nepoznati bijeli prah. Kako bi usporili napredovanje Wagnerove kolone državne vlasti su bagerima prekopale autocestu, a neke ceste su blokirali autobusima i kamionima. Vojska je podigla obrambene linije na rijeci Oka, koja teče južno od grada Moskve, dok su mostovi koji vode preko nje blokirani. Guverneri Lipecke i Voronješke oblasti koje su se nalazile na putu Wagnerove kolone pozvali su građane da ne izlaze iz svojih domova. Gradonačelnik Moskve Sergej Sobjanjin najavio je početak "protuterorističkog režima" unutar glavnog grada. Na ulice Moskve izašla su oklopna vozila, a vidljiva je bila i pojačana prisutnost snaga sigurnosti. Wagnerovi propagandni plakati naprasno su skidani s ulica. Prema pisanju njemačkog Der Spiegela, svi letovi iz Moskve naglo su rasprodani jer su ljudi nastojali pobjeći pred dolaskom Wagnerovaca.

## Rasplet krize
Prigožin je navodno pokušavao stupiti u kontakt s Putinom, no ovaj je odbio osobno razgovarati. Na poticaj Putina, u kontakt s Prigožinom je zatim stupio bjeloruski predsjednik Aleksandar Lukašenko koji je uspio isposlovati dogovor o prekidu Wagnerove pobune, uz garancije da će pobunjenicima biti pružena amnestija. Prigožin je potom objavio još jednu poruku na svom Telegram kanalu u kojoj je obrazložio prekid pobune:
Željeli su raspustiti vojnu kompaniju Wagner. Krenuli smo 23. lipnja na "marš pravice". Za 24 sata, stigli smo na dvjesto kilometara od Moskve. U to vrijeme ni jedna kap krvi naših boraca nije prolivena. Sada je došao taj trenutak kada bi krv mogla biti prolivena. Stoga, razumijevajući svu odgovornost za to što bi bila prolivena ruska krv s jedne strane, vraćamo naše kolone i odlazimo u obrnutom smjeru. U naše kampove shodno planu.

— Jevgenij Prigožin, službena izjava s Telegram kanala Press-služba Prigožina

## Reakcije
Ruski partijarh Kiril I. podržao je Putina rekavši da moli za mirno rješenje i "poziva one koji su uzeli oružje i spremaju se koristiti ga protiv svoje braće da dođu k sebi". Bivši ruski oligarh i Putinov protivnik Mihail Hodorkovski podržao je Prigožina rekavši da se "protiv Putina treba boriti i za crnim vragom". Iran je podržao Vladimira Putina rekavši da: "događaje smatra unutarnjim problemom Rusije" i da "podržava vladavinu prava u Rusiji". Nakon propasti pobune, pokrenuta je čistka unutar Ruske vojske.

## Posljedice
Prema izvorima iz američke obavještajne zajednice, Prigožin je nakon pobune otišao u Minsk, gdje je odsjeo u hotelu bez prozora kako bi umanjio mogućnost atentata. Već dan nakon Wagnerove pobune, nestao je i general Sergej Surovikin za kojeg su počele kružiti glasine da je unaprijed znao o Wagnerovoj pobuni. Dana 23. kolovoza 2023., točno dva mjeseca nakon Wagnerove pobune, zrakoplov u kojem se nalazilo nekoliko visokorangiranih Wagnerovaca uključujući Jevgenija Prigožina i Dimitrija Utkina srušio se u blizini grada Tvera. Svi putnici na letu su poginuli.

## Evaluacija događaja
Hrvatski general i bivši ministar obrane Ante Kotromanović pobunu Wagnera komentirao je riječima da se: "zvijer koja je hranjena i tetošena godinama otrgnula od lanca i napala svog gospodara". Prema riječima zapadnih dužnosnika izrečenih Wall Street Journalu, Prigožinova pobuna zapravo je pokrenuta preuranjeno jer je FSB saznao za njegove planove, što je onda doprinijelo i njenoj propasti. Istu je tezu iznio i zapovjednik Nacionalne garde Rusije Viktor Zolotov.